# Корінь многочлена
Корінь многочлена (не рівного тотожно нулю)
{\displaystyle a_{0}+a_{1}x+\dots +a_{n}x^{n}}
над полем {\displaystyle K} — це елемент {\displaystyle c\in K} (елемент розширення поля {\displaystyle K}) такий, що виконуються дві такі рівносильних умови:
- даний многочлен ділиться на многочлен {\displaystyle x-c};
- підстановка елемента {\displaystyle c} замість {\displaystyle x} перетворює рівняння

{\displaystyle a_{0}+a_{1}x+\dots +a_{n}x^{n}=0}
на тотожність, тобто значення многочлена стає рівним нулю.
Рівносильність двох формулювань випливає з теореми Безу. В різних джерелах будь-яке з двох формулювань вибирається як визначення, а інше виводиться як теорема.
Кажуть, що корінь {\displaystyle c} має кратність {\displaystyle m}, якщо розглянутий многочлен ділиться на {\displaystyle (x-c)^{m}} і не ділиться на {\displaystyle (x-c)^{m+1}.} Наприклад, многочлен {\displaystyle x^{2}-2x+1} має єдиний корінь, який дорівнює {\displaystyle 1} кратності {\displaystyle 2}. Вираз «кратний корінь» означає, що кратність кореня більша від одиниці.
Кажуть, що многочлен має {\displaystyle n} коренів без урахування кратності, якщо кожен корінь враховується під час підрахунку один раз. Якщо ж кожен корінь враховується кількість разів, рівну його кратності, то кажуть, що підрахунок ведеться з урахуванням кратності.

## Властивості
- Кількість коренів многочлена з урахуванням кратності не менша, ніж без урахування кратності.
- Число коренів многочлена степеня {\displaystyle n} не перевищує {\displaystyle n} навіть у тому випадку, якщо кратні корені враховувати з урахуванням кратності.
- Кожен многочлен {\displaystyle p(x)} з комплексними коефіцієнтами має принаймні один комплексний корінь (основна теорема алгебри).
  - Аналогічне твердження істинне для будь-якого алгебрично замкнутого поля на місці поля комплексних чисел (за визначенням).
  - Більш того, многочлен з дійсними коефіцієнтами {\displaystyle p(x)} можна записати у вигляді

{\displaystyle p(x)=a(x-c_{1})(x-c_{2})\ldots (x-c_{n}),}
де {\displaystyle c_{1},c_{2},\ldots ,c_{n}} — (у загальному випадку — комплексні) корені многочлена {\displaystyle p(x)}, можливо, з повтореннями, при цьому якщо серед коренів {\displaystyle c_{1},c_{2},\ldots ,c_{n}} многочлена {\displaystyle p(x)} зустрічаються рівні, то їхнє спільне значення називається кратним коренем, а кількість — кратністю цього кореня.
- Число комплексних коренів многочлена з комплексними коефіцієнтами степеня {\displaystyle n} з урахуванням кратності дорівнює {\displaystyle n}. При цьому всі чисто комплексні корені (якщо вони є) многочлена з дійсними коефіцієнтами можна розбити на пари спряжених однакової кратності. Таким чином, многочлен парного степеня з дійсними коефіцієнтами може мати, з урахуванням кратності, тільки парне число дійсних коренів, а непарного — тільки непарне.
- Корені многочлена пов'язані з його коефіцієнтами формулами Вієта.

## Знаходження коренів
Спосіб знаходження коренів лінійних і квадратичних многочленів у загальному вигляді, тобто спосіб розв'язання лінійних та квадратних рівнянь, був відомий ще в стародавньому світі. Пошуки формули для точного розв'язання загального рівняння третього степеня тривали довго, а увінчалися успіхом у першій половині XVI століття в працях Сципіона дель Ферро, Нікколо Тартальї і Джероламо Кардано. Формули коренів квадратних і кубічних рівнянь дозволили порівняно легко отримати формули коренів рівняння четвертого степеня.
Те, що корені загального рівняння п'ятого степеня і вище не виражаються за допомогою раціональних функцій і радикалів від коефіцієнтів (тобто те, що самі рівняння не є розв'язними в радикалах), довів норвезький математик Нільсом Абель 1826 року. Це зовсім не означає, що коренів такого рівняння не можна знайти. По-перше, за деяких особливих комбінацій коефіцієнтів корені рівняння можна визначити (див., наприклад, зворотне рівняння). По-друге, існують формули для коренів рівнянь 5-го степеня і вище, що використовують спеціальні функції — еліптичні або гіпергеометричні (див., наприклад, корінь Брінга).
У випадку, якщо всі коефіцієнти многочлена раціональні, то знаходження його коренів зводиться до знаходження коренів многочлена з цілими коефіцієнтами. Для раціональних коренів таких многочленів існують алгоритми знаходження перебором кандидатів з використанням схеми Горнера, причому під час знаходження цілих коренів перебір можна істотно зменшити прийомом чищення коренів. Також у цьому випадку можна використати поліноміальний LLL-алгоритм.
Для приблизного знаходження (з будь-якою необхідною точністю) дійсних коренів многочлена з дійсними коефіцієнтами використовуються ітераційні методи, наприклад, метод січних, метод бісекції, метод Ньютона, метод Греффе. Кількість дійсних коренів многочлена на інтервалі можна визначити за допомогою теореми Штурма.